# The Gospellers
The Gospellers (ゴスペラーズ) é uma banda japonesa do estilo a cappella, que lançou vários CDs pela Ásia afora. São comumente reconhecidos por sua intrincada musicalidade, como também pela habilidade musical de cada um dos cinco membros da banda.

## Integrantes
- Tetsuya Murakami (村上てつや, 24 de abril de 1971 (53 anos))
- Kaoru Kurosawa (黒沢薫, 3 de abril de 1971 (53 anos))
- Yuji Sakai (酒井雄二, 5 de outubro de 1972 (52 anos))
- Youichi Kitayama (北山陽一, 24 de fevereiro de 1974 (51 anos))
- Yutaka Yasuoka (安岡 優, 5 de agosto de 1974 (50 anos))

## História
Em 1991, alguns estudantes da Universidade de Waseda em Tóquio, todos membros da Street Corner Symphony — um grupo de cantores a cappella, resolveram formar sua própria banda que ainda receberia o nome de A Cappella Circle para depois ter o nome pela qual ficaria conhecida mais tarde, The Gospellers.
Em Agosto de 1994 seu primeiro mini-álbum, Down to Street, foi colocado à venda pela File Records. Após várias mudanças que seguiram-se, a Ki/oon Records lançou o primeiro single da banda, intitulado Promise, em Dezembro de 1994. A canção demonstra o que tornaria-se tendência no estilo musical da banda ao longo da carreira, incluindo um leve fundo musical com canções no estilo a cappella.
Apesar do lançamento de vários singles, 3 a 4 por ano, e o relativo sucesso que a banda já vinha obtendo junto aos fãs que começaram a dedicar-se mais, a crítica não foi entusiasta e não aclamava aos músicos - pelo contrário, via-os como obra passageira. Em Dezembro de 1998, a balada Atarashii Sekai (あたらしい世界) foi lançada no mercado, dando início a um novo estágio musical da banda: a partir deste lançamento, o Gospellers começou a manter essencialmente músicas mais lentas, no estilo rhythm and blues — mais comercial e aceito, negligenciando um pouco as letras e a harmonia do estilo a cappella que os consagrou. Sendo uma época tendenciosa, pode-se dizer que a partir deste período o The Gospellers foi lançado ao mundo.

### O Sucesso
Towani (永遠(とわ)に), o 14º single da banda lançado em 2000, foi um verdadeiro sucesso. Towani é uma balada e ficou muito conhecida depois da quantidade de vendas alcanças. Graças a esse feito, o 6º álbum da banda, Soul Serenade seguiu o mesmo caminho de sucesso. O lançamento seguinte, Kokuhaku (告白) surgiu com som mais modermo e som mais acelerado, não encontrando o mesmo sucesso que seus predecessores. O próximo lançamento, uma canção chamada Hitori (ひとり), trouxe a banda de volta às suas origens com uma canção totalmente a cappella. Surpreendentemente o sucesso foi imediato e a canção alcançou o 3º lugar na parada Oricon, sendo a 1ª vez que uma música a cappella conseguiu o feito de entrar no Top 3.
Em 6 de Junho de 2001 a banda lançou uma coletânea de baladas chamada Love Notes, tendo vendido mais de 1 milhão de cópias. No final do ano foram convidados a participar do Festival Kôhaku Utagassen. Nessa época a banda atingiu o pico de sua popularidade, ganhando o apoio de numerosos fãs leais à banda que garantiram, ao menos, um mínimo de sucesso em tudo o que fosse lançado. E os integrantes trabalharam sem qualquer descanso, com 2 ou 3 singles sendo lançados por ano entre os álbuns, como a Cappella (2002) que, como o nome atesta, possui somente músicas a cappella ou a coletânea G10, uma compilação das melhores canções da banda escolhidas por votação dos fãs. No começo de 2005 uma versão remasterizada do primeiro álbum, Down to Street, foi lançado.

### Dias Atuais
Em Abril de 2006 tomaram parte em um projeto com alguns membros da banda Rats&Star, intitulado Gosperats, soando mais para as vertentes do soul e doo-wop dos anos 50-60. Neste projeto os integrantes tiveram uma maquiagem especial (chamada blackface) fazendo com que se parecessem com negros, uma atitude que chocou muitos de seus fãs, inclusive no ocidente. Outra marca registrada da união dos músicos era a adoção de luvas brancas. O projeto findou em Julho de 2006. É também desta época o CD Be as One. O Gosperats foi somente um projeto e desde então a banda continuou na ativa, lançando o single Hitotsuji no kiseki / Kaze wo tsukamaete (一筋の軌跡/風をつかまえて) que obteve uma entusiasmada recepção do público em geral.

## Discografia
As músicas estão grafadas conforme presentes em suas respectivas mídias (CD ou DVD).
Datas de lançamento estão em verde
Toda a discografia foi verificada em 09/12/2007.

### Álbuns
1. The Gospellers (21/10/1995)
2. Nimaime (二枚目) (01/09/1996)
3. MO' BEAT (21/07/1997)
4. Vol.4 (21/08/1998)
5. FIVE KEYS (23/07/1999)
6. Soul Serenade (12/10/2000)
7. FRENZY (20/02/2002)
8. a Cappella (アカペラ) (04/12/2002)
9. Dressed up to the Nines (10/03/2004)
10. Be as One　(22/11/2006)
11. The Gospellers Works (28/11/2007)
12. Hurray! (11/03/2009)
13. Hamorhythm (ハモリズム) (08/06/2011)

### Singles
1. Promise (21/12/1994)
  1. Promise
  2. JUST FEEL IT
  3. Promise〜original karaoke (オリジナル・カラオケ)
2. U'll Be Mine (21/07/1995)
  1. U'll Be Mine
  2. Moving
  3. U'll Be Mine〜original karaoke (オリジナル・カラオケ)
3. Winter Cheers!〜winter special / Higher (09/11/1995)
  1. Winter Cheers!～winter special
  2. Higher
  3. The Christmas Song[BonusTrack]
4. Two-Way Street (01/03/1996)
  1. Two-Way Street
  2. Yokan (予感)
  3. Two-Way Street〜original karaoke (オリジナル・カラオケ)
5. Calendar (カレンダー) (01/07/1996)
  1. Calendar (カレンダー)
  2. Summer Time Romances～MEDLEY～
  3. Calendar〜(original karaoke) (カレンダー〜(オリジナル・カラオケ))
6. Machikirenai (待ちきれない) (01/11/1996)
  1. Machikirenai (待ちきれない)
  2. AIR MAIL
  3. Machikirenai(original karaoke) (待ちきれない(オリジナル・カラオケ))
7. Wolf (ウルフ) (21/06/1997)
  1. Wolf (ウルフ)
  2. Spoon II (スプーンⅡ)
  3. Wolf (no lead version) (ウルフ (no lead version))
8. Owaranai Sekai/Vol. (終わらない世界/Vol.) (01/12/1997)
  1. Owaranai Sekai (終わらない世界)
  2. Vol.
  3. Owaranai Sekai (no lead version) (終わらない世界 (no lead version))
  4. Vol. (no lead version)
9. Yuuyake Shuffle (夕焼けシャッフル) (22/04/1998)
  1. Yuuyake Shuffle (夕焼けシャッフル)
  2. Soshite boku wa koi wo suru (そして僕は恋をする)
  3. Yuuyake Shuffle (夕焼けシャッフル) (no lead version)
10. BOO〜Onakaga Sukuhodo Waratte Mitai〜 (BOO〜おなかが空くほど笑ってみたい〜) (20/06/1998)
  1. BOO〜Onakaga Sukuhodo Waratte Mitai〜 (BOO〜おなかが空くほど笑ってみたい〜)
  2. Ai no Uta (愛の歌)
  3. BOO〜Onakaga Sukuhodo Waratte Mitai〜(original karaoke) (BOO～おなかが空くほど笑ってみたい～(オリジナル・カラオケ))
11. Atarashii Sekai (あたらしい世界) (12/12/1998)
  1. Atarashii Sekai (あたらしい世界)
  2. Aino Tamedakeni (愛のためだけに)
  3. Atarashii Sekai -No Lead Version- (あたらしい世界 -No Lead Version-)
12. Nettaiya (熱帯夜) (19/06/1999)
  1. Nettaiya (熱帯夜)
  2. CENTURY
13. Password (パスワード) (01/12/1999)
  1. Password (パスワード)
  2. Secret (シークレット)
  3. LOVE MACHINE
14. Towani (永遠に) (23/08/2000)
  1. Towani (永遠に)
  2. No One Else Comes Close
  3. Natsukaze (夏風)
  4. Towani -Radio Edit- (永遠に -Radio Edit-)
15. Kokuhaku (告白) (06/12/2000)
  1. Kokuhaku (告白)
  2. Beginning
  3. This Christmas
16. Hitori (ひとり) (07/03/2001)
  1. Hitori (ひとり)
  2. Tokyo Sweet (東京スヰート)
  3. Towani -unplugged live version- (永遠に-unplugged live version-)
17. Yakusokuno Kisetsu (約束の季節) (01/08/2001)
  1. Yakusokuno Kisetsu (約束の季節)
  2. Wanderers
18. Chikai (誓い) (14/11/2001)
  1. Chikai (誓い)
  2. Sunadokei (砂時計)
19. Get me on (20/02/2002)
  1. Get me on
  2. Hitori (Live) (ひとり[Live])
20. ESCORT (エスコート) (10/04/2002)
  1. Escort (エスコート)
  2. Escort (No Lead version) (エスコート(No Lead Version))
  3. Escort (Instrumental) (エスコート(Instrumental))
21. Hoshikuzu no Machi (星屑の街) (13/11/2002)
  1. Hoshikuzu no Machi (星屑の街)
  2. Koiukyokucho Suki (こういう曲調好き)
  3. UPPER CUTS 9502[MEDLEY]
22. Right on,Babe (16/07/2003)
  1. Right on，Babe
  2. Full of Love
  3. Tabino Tochude (旅の途中で)
23. Shinosaka (新大阪) (22/10/2003)
  1. Shinosaka (新大阪)
  2. Fuyu Monogatari (冬物語)
  3. Golden Age～Ougon Sedai～ (Golden Age～黄金世代～)
24. Machido-on the corner- (街角-on the corner-) (28/01/2004)
  1. Machido-on the corner- (街角-on the corner-)
  2. Kokuhaku (soul tempo) (告白[soul tempo])
25. Mimosa (ミモザ) (27/10/2004)
  1. Mimosa (ミモザ)
  2. Forever ＆ More
  3. Mimosa (no lead version) (ミモザ(no lead version))
26. Hitotsuji no kiseki / Kaze wo tsukamaete (一筋の軌跡/風をつかまえて) (24/05/2006)
  1. Hitotsuji no kiseki (一筋の軌跡)
  2. Kaze wo Tsukamaete (風をつかまえて)
  3. Love Light
27. Platinum Kiss (18/10/2006)
  1. Platinum Kiss
  2. Kyoushikyoku (Bonus Track) (狂詩曲～[Bonus Track])
28. Hi no Ataru Sakamichi (陽のあたる坂道) (18/10/2006)
  1. Hi no Ataru Sakamichi (陽のあたる坂道)
  2. Let it go～[Bonus Track]
29. Platinum Kiss / Hi no Ataru Sakamichi (Platinum Kiss / 陽のあたる坂道) (01/01/2007)
  1. Platinum Kiss
  2. Hi no Ataru Sakamichi (陽のあたる坂道)
30. It Still Matters～Ai wa Nemuranai / Kotoba ni Sureba (It Still Matters～愛は眠らない / 言葉にすれば) (17/10/2007)
  1. It Still Matters～Ai wa Nemuranai (It Still Matters～愛は眠らない)
  2. Kotoba ni Sureba (言葉にすれば)

### Coletâneas
1. Love Notes (06/06/2001 ・ Coleção de canções românticas)
2. G10 (17/11/2004 ・ álbum BEST)
3. Love Notes II (28/10/2009 ・ Segunda compilação de canções românticas)

### Vídeo / DVD

#### Clipes
1. Saka-agari (さかあがり。) (VHS: 21/02/1998 / DVD: 01/08/2001)
2. THE GOSPELLERS CLIPS 1995-1998 (VHS: 14/03/1998 / DVD: 01/08/2001)
3. THE GOSPELLERS CLIPS 1999-2001 (VHS: 01/08/2001 / DVD: 01/08/2001)
4. THE GOSPELLERS CLIPS 2001-2004 (VHS: não disponível / DVD: 14/04/2004)
5. THE GOSPELLERS CLIPS 1995-2007 ～COMPLETE～ (VHS: não disponível / DVD: 05/12/2007)

#### Concertos
1. A cappella Kou (アカペラ港) (VHS & DVD: 02/07/2003)
2. Gospellers Saka Tour 2005 - G10 (ゴスペラーズ坂ツアー2005 “G10”) (VHS: não disponível / DVD: 24/08/2005)